# Raumplan
Raumplan, rumsplanlösning, är ett begrepp inom den modernistiska arkitekturen, myntat av den österrikiske arkitekten Adolf Loos i början av 1920-talet. Begreppet beskriver Loos spatiala inställning till planlösning som en uppgift som måste angripas i tre dimensioner och tillämpades av den samme i många av hans bostadsprojekt.
Detta synsätt, som stämde väl överens med den tidens funktionalistiska ideal, innebar att väggar som rumsdefinierade element kompletterades av olika golvnivåer och takhöjder i olika rum. Konsekvensen av detta "Raumplantänkande" var, enligt Loos, att byggnaden blev mer optimal där funktionerna fick definiera takhöjd och där den tidigare strikta rumskonfigurationen byttes ut mot ett fritt rumsflöde.
Ett krav för att denna filosofi skulle kunna tillämpas var det tidiga 1900-talets innovationer inom byggnadsteknik såsom bärande pelarelement och moduler i betong, vilket ledde till att inre bärande väggar inte längre var nödvändiga.
Idén om Raumplan kom att tillämpas flitigt inom arkitekturen under första hälften av 1900-talet, men krav på kostnadseffektivitet, prefabricering av byggnadselement och tillgänglighet (de olika golvnivåerna kräver trappor) gjorde angreppssättet omodernt under 1950-talet. Inom den brutalistiska arkitekturen under 1960- och 1970-talet genomgick begreppet dock något av en renässans, där visuell komplexitet i interiörer efterfrågades.